# Natica pusilla
Natica pusilla är en snäckart som beskrevs av Thomas Say 1822. Natica pusilla ingår i släktet Natica och familjen borrsnäckor. Inga underarter finns listade i Catalogue of Life.